# 鬼情書 (電影)
《鬼情書》，為2008年緯來電視網自製的靈異驚悚電視電影，由陳怡蓉、范筱梵、張勛傑主演。2008年12月14日上檔。

## 播出時間

### 首播
| 頻道       | 所在地 | 開播日期       | 播放時間 |
| ---------- | ------ | -------------- | -------- |
| 緯來電影台 | 臺灣   | 2008年12月14日 | 晚上9點  |

## 故事大綱
敍述莫筱雯（陳怡蓉飾演）、方正文（郭彥均飾演）、嚴凱（張勛傑飾演）、王語蝶（夏如芝飾演）、童嘉翔（阿龐飾演），五個平凡的大學生，在一次分組報告時，於學校圖書館找尋資料，筱雯意外發現所借的書中，夾了一封泛黃的情書，好奇的她拆開來看，內容是一個女孩對一名初識男子表明愛意，筱雯不以為意，看完後便將這本書傳給下一位組員，卻因一封情書展開恐怖死亡事件，自此之後，筱雯便會夢見光頭女鬼（范筱梵飾演），而方正文、王語蝶、童嘉翔等人也相繼死亡，為了不讓意外再度發生，莫筱雯決定與嚴凱找出答案。答案卻出人意料，原來光頭女鬼並非加害筱雯，而是保護筱雯不被他人傷害。其實光頭女鬼就是筱雯的親生母親曉芸，因為無法接受筱雯父親要娶別人的事實而自殺身亡，從此化成鬼魂守在筱雯身邊。

## 演員列表

### 主要演員
| 演員   | 角色             | 介紹 |
| 陳怡蓉 | 莫筱雯           | 某次在图书馆发现一封泛黄的情书，之后便恶梦连连。接二连三男友正文、死党语蝶和嘉翔都死于非命，离奇的死亡事件和泛黄情书、梦中女鬼究竟有什麼关系？                                     |
| 張勛傑 | 嚴凱             | 大学美术系学生，帅气挺拔，热门乐团的歌手，偷偷喜欢著同班好友筱雯。在筱雯遭受打击的时候，始终一直在旁边默默守护著她，两人产生暧昧情愫，两人一起针对诡异的情书展开一连串真相的调查。 |
| 范筱梵 | 曉芸（光頭女鬼） | 筱雯的生母，因东镇另娶而走上绝路。跳楼前自残落发，冤魂不散而屡以光头女鬼现身。 |
| 郭彥均 | 方正文           | 大学美术系学生，外表斯文，是筱雯的男友，表面上是温柔好情人，却是对爱情不专一的劈腿男。在看过那封泛黄的情书之后，第一个意外身亡，之后揭开劈腿语蝶的丑陋真相。                       |
| 夏如芝 | 王語蝶           | 大学美术系学生，标准长腿辣妹。是筱雯的闺中密友，但其实与筱雯男友正文过从甚密。在情书的预言之下，被甩出的钢管刺中心脏而身亡。                                                       |
| 阿龐   | 童嘉翔           | 大学美术系学生，吊儿啷当、打扮另类。意外离奇死亡后，被警方发现竟从事药头的工作。                                                                                                   |
| 艾偉   | 莫東鎮           | 筱雯的父亲，年轻时在学校是风云人物。抛弃筱雯的生母另娶，造成她生下孩子后即自杀身亡。后来所娶妻子亦早逝，和女儿筱雯相依为命，父女感情相当好。                                       |

### 客串
| 演員   | 角色           | 介紹                 |
| 乾德門 | 圖書館工友伯伯 | 圖書館看的到光頭女鬼 |
| 墨海門 | 古奇希         | 出過書的抓鬼大師     |
| 單承矩 | 老師           | 班導                 |
| 周凱文 | 警察           |                      |
| 赫容   | 正文媽媽       |                      |

## 製作團隊
- 出品公司:緯來電視網股份有限公司
- 出品人:
- 策  劃:
- 監  製:
- 製作人:
- 總編劇:
- 導　演：劉俊傑、陳嘉鴻
- 製作公司：聲色工場

## 外部連結
- 緯來電視網鬼情書官網 （页面存档备份，存于）

## 作品的變遷
| 緯來電影台 21:00-23:10 | 緯來電影台 21:00-23:10 | 緯來電影台 21:00-23:10 |
| ---------------------- | ---------------------- | ---------------------- |
|                        | 鬼情書 (2008.12.14)    |                        |
| —                      | —                      |                        |